# Emilie Edet
Emilie Edet (sinh ngày 9 tháng 3 năm 1946) là một vận động viên chạy nước rút ở Nigeria. Bà đã thi đấu ở nội dung 100 mét nữ tại Thế vận hội Mùa hè năm 1972.